# Red Special (1908)

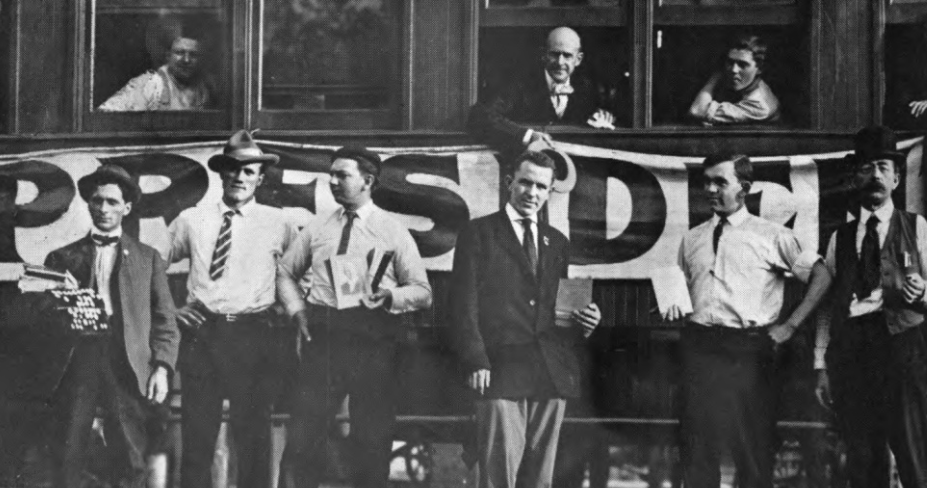
Дебс выглядывает из окна агитационного поезда (посередине), а внизу члены его команды держат в руках социалистическую литературу.

Red Special (рус. Красный спецрейс) — арендованный агитационный поезд, служивший передвижным штабом президентской кампании социалиста Юджина Дебса во время выборов 1908 года. Автором идеи был руководитель кампании политика Джон Мэлон Барнс. Поезд позволял Дебсу быстро перемещаться по стране и привлечь внимание к деятельности Социалистической партии. Несмотря на недовольство консервативных социалистов, сторонников традиционной кампании, Дебс вместе со своими соратниками, включая Билла Хейвуда, приступил к сбору средств; в итоге на организацию тура ушло около 35 тысяч долларов. Поезд отправился в путешествие на запад из Чикаго 30 августа 1908 года и доехал до Калифорнии. Кроме Дебса и его окружения, в поезде ехал духовой оркестр, который играл воодушевляющую музыку при приближении к очередной станции. Всего кандидат проехал около 9 тысяч миль, произнёс 187 речей за 25 дней и побывал во всех западных штатах. В конце кампании поезд развернулся и отправился на восток, доехав до Массачусетса. Всего около 200 тысяч человек сделали пожертвования в фонд Красного спецрейса.

## Предпосылки
К 1908 году американский социализм находился на подъёме. Пропагандистская машина партии работала всё более слажено, выпуская все больше агитационной литературы. Социалисты укрепили свои позиции на местном уровне в нескольких регионах, таких как Висконсин, Нью-Йорк, Массачусетс и других. На начало 1907 года социалистическая партия имела отделения в 39 штатах, а более 50 изданий поддерживали её дело. Несмотря на свою растущую силу, социалисты не представляли реальной опасности для властей, так как её избранные представители, как правило, придерживались умеренных взглядов и стремились добиться социализма путём реформ, а не революции.
В мае 1908 делегаты Социалистической партии собрались на съезд, чтобы выдвинуть кандидата на предстоящих президентских выборах. Собрание ознаменовало изменение состава партии, баланс сил в которой стал склоняться к «кабинетным» или «медленным» социалистам (англ. Slowcialists), которым противостояли левые и центристы. Дебс уже дважды участвовал в выборах в 1900 и 1904 годах и считался ожидаемым кандидатом в 1908. На съезде консерватор Джон Спарго поддержал его выдвижение, но вслух упомянул о его предполагаемом плохом здоровье и прошлых ошибках. Казалось, что правые и центристы смогут победить Дебса, в то время как левые рассматривали Билла Хейвуда как кандидата на замену политику. Слухи о проблемах со здоровьем Дебса распространились и многие делегаты не были уверены, что он выдержит ещё одну кампанию, пока делегат Нью-Йорка Бенджамин Хэнфорд зачитал письмо от Дебса, в котором он говорил, что находится в хорошем состоянии. После этого политик легко выиграл номинацию, получив 159 из 198 голосов. Вскоре кандидатом от республиканцев был объявлен Уильям Говард Тафт, а демократы выдвинули Уильяма Дженнингса Брайана в третий раз.

## Кампания
После выдвижения Дебса социалисты включились в предвыборную кампанию, а сам кандидат начал выступать на востоке и среднем западе с речами. В это время менеджер его кампании Джон Мэлон Барнс предложил арендовать поезд и использовать его как передвижной штаб предвыборной кампании. Таким образом Дебс смог бы выступать на каждой остановке, рекламируя социализм, а поезд бы стал символом роста социалистического движения. Несмотря на недовольство консервативного крыла соцпартии, Дебс и его сторонники, включая Хейвуда начали собирать деньги. В конечном итоге на организацию тура ушло 35 тысяч долларов при том, что изначально было запланировано только 20. После того, как нужная сумма была собрана 30 августа 1908 года поезд тронулся со станции Лассаль-стрит в Чикаго, украшенный красными флагами и гирляндами. На каждой остановке местные социалисты заходили в вагоны и стремились пожать руку Дебсу. «Красный спецрейс» состоял из паровоза, спального вагона, вагона-ресторана и багажного вагона, в котором находилась распространяемая социалистическая литература.
Вместе с Юджином и его младшим братом Теодором в поезде ехал Стивен Рейнольдс, биограф Дебса-старшего. Поездка была очень утомительной для кандидата, которому пришлось делить одну кровать со своим братом. Дебса и его окружение сопровождал духовой оркестр, который играл зажигательную музыку на каждой остановке. С финансовой точки зрения поездка была практически не выгодна кандидату. Дебс отмечал энтузиазм, с которым сторонники социалистов восприняли вести о запуске поезда: «Люди от него в восторге, и дорога будет усеяна ликующими воинами пролетарской революции». Поезд двигался на запад, в Колорадо кандидат выступал перед толпами шахтёров, а в городе Гранд-Джанкшен его выступление пришло послушать около половины жителей. После речи к Дебсу пришёл шоумен Буффало Билл, чтобы выразить ему своё почтение. Выступления на западном побережья оказались ещё успешнее, чем на Среднем Западе: кандидат посетил Лос-Анджелес, Беркли, Ашленд, Медфорд и Эверетт. Однако после этого у кампании закончились средства, из-за чего Дебс рисковал застрять западном побережье. Обращения к рядовым членам партии и поддержка нескольких богатых социалистов помогла поезду продолжить путь. Кампания была адаптирована для сельских жителей, живших в изолированных общинах. После приезда поезда из его окон вывешивали красные флаги, а члены экипажа продавали собравшимся значки, книги и другую атрибутику кампании, что оставляло яркие впечатления у избирателей.

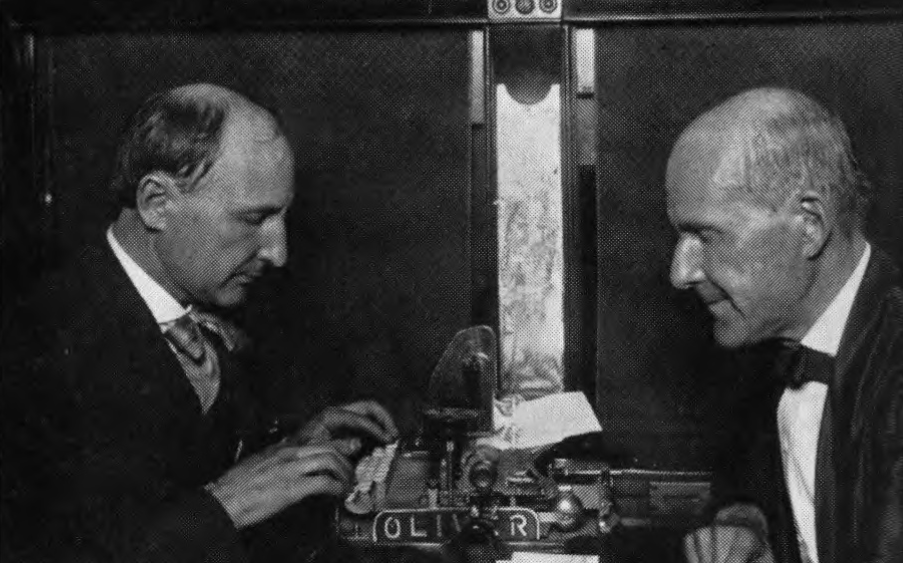
Теодор (слева) и Юджин (справа) Дебсы в поезде.

Однако тяжелый темп кампании сильно утомлял Дебса и иногда во время выступлений у него пропадал голос. На небольших остановках Теодор, внешне похожий на Юджина, заменял его. Несмотря на это, тур по западу был завершён в срок, после чего поезд повернул на восток и в конце сентября вернулся в Чикаго. Дебс проехал 9 тысяч милей, сделал 187 выступлений за 25 дней, которые услышало около 275 тысяч человек. 28 сентября поезд прибыл в Толедо и был встречен 2 тысячи человек, среди которых был мэр города Брэнд Уитлок. Красный спецрейс доехал до Бостона и посетил Провиденс. Самым ярким событием кампании стало выступление Дебса в Нью-Йорке.
Президент Американской федерации труда Сэмюэл Гомперс, поссорившийся с Дебсом, повторил распространённое обвинение в том, что поезд был тайно профинансирован республиканцами, чтобы запугать избирателей радикализмом социалистов и убедить их проголосовать за Тафта. Эти слова особенно сильно возмутили Дебса и он предложил Гомперсу поучаствовать в дебатах, но последний отказался. Ещё в начале кампании социалисты пообещали опубликовать все данные о своих финансовых поступлениях, что и было сделано. В фонд Красного спецрейса были внесены пожертвования от приблизительно 200 тысяч человек. Большое количество людей, приходивших на встречи с Дебсом, взволновало консервативные круги и заставило крупные медиа обратить внимание на кампанию социалистов.
Несмотря на все усилия, Дебс набрал на выборах всего 420 тысяч голосов, что было значительно меньше всех прогнозов и лишь на 20 тысяч больше, чем в 1904. Возможно, это было связано с тем, что в 1904 году многие демократы, недовольные кандидатурой консерватора Элтона Паркера, проголосовали за социалистов, а в 1908 году вернулись к более либеральному Брайану.